# Lac Damville
Lac Damville är en sjö i Kanada.   Den ligger i regionen Saguenay–Lac-Saint-Jean och provinsen Québec, i den östra delen av landet, 500 km norr om huvudstaden Ottawa. Lac Damville ligger 285 meter över havet.
I omgivningarna runt Lac Damville växer i huvudsak blandskog. Trakten runt Lac Damville är nära nog obefolkad, med mindre än två invånare per kvadratkilometer.